# Seleção Australiana de Hóquei sobre a grama feminino
A Seleção Australiana de Hóquei Sobre a Grama Masculino é a equipe nacional que representa a Austrália em competições internacionais de hóquei sobre a grama. A seleção é gerenciada pela Hockey Australia.
Popularmente conhecidas como Hockeyroos, realizaram a primeira partida internacional em 1914. É uma das seleções mais bem-sucedidas na história do hóquei sobre a grama, com três medalhas de ouro nos Jogos Olímpicos (1988, 1996, 2000), dois títulos de Copa do Mundo (1994, 1998) e quatro vitórias nos Jogos da Commonwealth (1998, 2006, 2010, 2014).